# Confédération nationale de la boulangerie-pâtisserie française
 (mai 2021).
La Confédération Nationale de la Boulangerie-Pâtisserie Française (CNBPF) est l'organisation professionnelle chargée de représenter et défendre les intérêts des artisans boulangers-pâtissiers de France. La CNBPF fédère 94 groupements professionnels départementaux et 13 groupements professionnels régionaux répartis sur l’ensemble du territoire français.

## Historique
Avant 1884, le secteur de la boulangerie n'est ni unifié ni représenté par des structures. Les différents groupements locaux répartis sur le territoire n'entretiennent pas de lien. Pourtant, les professionnels du secteur subissent des réglementations notamment au niveau de la taxation du pain et ressentent l'envie de s'exprimer. Pour répondre à ces besoins d'unification, le premier Congrès national de la boulangerie se déroule du 24 au 28 juin 1884. S'ensuivront d'autres rencontres au sein de l'hôtel des chambres syndicales rue de Lancry à Paris.
À la fin des années 1890, plusieurs changements sont apparus. En 1889, a lieu le second Congrès national de la boulangerie durant lequel le Syndicat général de la boulangerie française est créé. Il sera dirigé par le président Cornet. Lors du troisième Congrès national de la boulangerie de 1894, le titre de presse nommé Le Boulanger français est créé et permet la circulation d'informations concernant le secteur. En 1901, Le Boulanger français devient L'Ami de la boulangerie.
Entre 1903 et 1928, quatre présidents se sont succédé. En 1903, le président Lefort est élu lors du cinquième Congrès national de la boulangerie. Le président Mience remplace monsieur Lefort dès 1905. En 1914, le président Héroin prend la place du président Mience. En 1928, le président André Périer remplace le président Héroin.
Le 14 juin 1934, le Syndicat général de la boulangerie française prend le nom de Confédération nationale de la boulangerie. Après différents sièges, la Confédération s'installe au 27 avenue d'Eylau dans le 16e arrondissement de Paris le 10 août 1937. 
Quelques changements ont eu lieu entre 1940 et 1960. En 1946, l'organisation change encore de titre en devenant la Confédération nationale de la boulangerie et boulangerie-pâtisserie française car la profession inclut également la pâtisserie. Philippe Lasserre en devient le président, il organise les différentes structures administratives de la CNBPF pour consolider sa représentation. En 1955, Paul Gringoire devient le nouveau président et défendra l'artisanat durant son mandat. Il obtiendra en 1959-1960 la libéralisation du prix du pain mis à part les pains de 300 g, 700 g et 1 kg.   
En 1971, Francis Combe prend la présidence de la CNBPF et devient, en parallèle, président de l’Assemblée Permanente des Chambres de Métiers et membre du Conseil économique et social. Il obtiendra la première convention collective de l'alimentation en 1976. La même année, L'Ami de la boulangerie prend le nom Les Nouvelles de la boulangerie. Francis Combe décède en 1982 et c'est donc le président adjoint Gustave Beranger qui prend la direction de la Confédération en attendant les futures élections.
En 1982, Jean Paquet est alors élu président. Il organise les États généraux de la boulangerie en 1983, durant lesquels sont débattus des thèmes liés à la profession et au pain. La reconnaissance des apports du pain pour la santé auprès de la profession médicale est en partie due à son insertion de la boulangerie artisanale aux Entretiens de Bichat de 1990. Cette initiative fut le point de départ d’une revalorisation du pain auprès du corps médical. En 1992, il créera en collaboration avec les meuniers et céréaliers le centre de documentation « Espace, Pain, Information » (EPI) qui a pour objectif de renseigner sur la filière blé, farine et pain. Il réussira à faire entrer les dénominations « Pain de Tradition Française » et « Pain Maison » dans un décret du 13 septembre 1993, ouvrant la voie vers une authentification de ces pains.
En 1995, Jean Cabut devient le nouveau président de la Confédération. Il obtiendra la loi du 25 mai 1998 définissant les conditions d'exercice de la profession de boulanger et reconnaissant les appellations Boulanger et Boulangerie. Le 19 décembre 1997, le Guide des Bonnes Pratiques d'Hygiène en Pâtisserie réalisé par la Confédération est officiellement validé.
De 1998 à 2017, le président Jean-Pierre Crouzet enchaînera 5 mandats durant lesquels il dirigera les Congrès Nationaux des années 1999, 2000, 2001 et 2003. Il a été élu président de la Confédération Générale de l’Alimentation en Détail en 2010. Le président Crouzet a pu faire évoluer la profession dans les domaines de la formation, de la réglementation, du social, de l’économie et de la communication.
Depuis 2017, la CNBPF est présidée par Dominique Anract, artisan boulanger de profession. En janvier 2020, la Confédération lance la marque Boulanger de France qui doit permettre la reconnaissance du savoir-faire des boulangers-pâtissiers qui y adhèrent en répondant aux engagements d'une charte de qualité. Le 23 septembre 2018, la CNBPF réitère la demande d'inscription des « savoir-faire et de la culture de la baguette de pain » au patrimoine culturel et immatériel à l'Organisation des Nations unies pour l'éducation, la science et la culture. Parmi trois candidatures françaises, la ministre de la Culture, Roselyne Bachelot décide, le 26 mars 2021, de présenter la candidature de la baguette au patrimoine culturel immatériel de l'Unesco. Le 30 novembre 2022, le comité intergouvernemental de sauvegarde du patrimoine culturel immatériel de l’UNESCO, réuni à Rabat, Maroc, pour sa dix-septième session, a décidé d’inscrire « les savoir-faire artisanaux et la culture de la baguette de pain » sur la Liste représentative du patrimoine culturel immatériel de l’humanité.

## Missions
La Confédération Nationale de la Boulangerie-Pâtisserie Française a pour objectif de représenter le secteur de la boulangerie-pâtisserie artisanale en France soit 33 000 boulangers-pâtissiers et plus de 180 000 actifs. L'organisation mène différentes actions et événements pour défendre les intérêts généraux, moraux et matériels de la profession, informer sur le secteur, former les passionnés, valoriser l'image de la profession et promouvoir le savoir-faire artisanal.  
La CNBPF s'appuie sur différents acteurs pour assurer ses missions sur l'ensemble du territoire français. 

## Organisation

### Bureau
Le bureau dispose de l'ensemble des pouvoirs pour prendre des décisions et donner son autorisation sur les projets qui lui sont proposés. De fait, il gère les affaires de la Confédération, prend des décisions financières et économiques, nomme les commissions, définit et modifie le règlement intérieur. Il analyse toutes les propositions pour ensuite les transmettre au conseil d'administration mais également aux assemblées générales qu'il convoque.
Le bureau se compose de plusieurs membres élus pour 5 ans par l'assemblée générale. Le président dirige et représente la Confédération en veillant à ce que les décisions soient mises à exécution par les différentes instances. 

### Groupements régionaux et départementaux
Pour unifier ce corps de métier, la CNBPF est constituée de 94 groupements départementaux et 13 groupements régionaux également appelés régions boulangères. Ces groupements sont chargés, localement, de représenter leurs adhérents boulangers, de les informer (en matière sociale, juridique, économique, fiscale et communicationnelle) et de consolider leur expérience par le biais de stages, de formations et de concours.

## Réalisations
La CNBPF a pu aboutir à certaines actions qui encadrent le métier aujourd'hui :
- Les appellations Boulanger et Boulangerie qui permettent aux boulangers-pâtissiers d'avoir une identité reconnaissable[19];
- Le kit enseigne Boulanger pour permettre aux consommateurs d'identifier les artisans boulangers-pâtissiers;
- La fermeture hebdomadaire[20];
- La Convention collective nationale de la boulangerie-pâtisserie signée le 19 mars 1976[21];
- Le bac pro Boulanger-pâtissier[22];
- Le Certificat Technique des Métiers (CTM) Vendeur-Vendeuse en Boulangerie-Pâtisserie[23];
- Le cahier des charges des produits de boulangerie-pâtisserie;
- Le pain de tradition française;
- La Fête du pain;
- La création et l’organisation de plusieurs concours professionnels;
- Les ouvrages Devenir Boulanger[24] et Devenir Pâtissier[25].

## Boulanger de France

Boulanger de France

Boulanger de France est une marque lancée par la CNBPF le 12 janvier 2020 à laquelle les artisans boulangers-pâtissiers peuvent adhérer. Cette marque permet d'identifier les boulangers qui respectent les engagements d'une charte de qualité.
Ces engagements, soumis au contrôle d'un organisme de certification, concernent la fabrication artisanale, le bien-être, l'accueil et l'accessibilité ainsi que la responsabilité sociétale.
- Les engagements de fabrication artisanale: Fabriquer maison son pain, ses principaux produits de viennoiserie, de pâtisserie boulangère et de restauration boulangère.
- Les engagements de bien-être et d'hygiène: La charte comporte également des normes de fabrication et de conservation à respecter[27].
- Les engagements d'accueil et d'accessibilité: S'adapter à sa clientèle en la conseillant et favorisant ses conditions d'accès à la boulangerie.
- Les engagements sociétaux : Veiller à la qualité de ses produits, de la gestion de ses invendus et de la formation de son personnel.